# Bahía Chequamegon
La bahía Chequamegon (del inglés: Chequamegon Bay) (pronunciación en inglés: /ʃɨˈwɑːmɨɡæn/) es una pequeña bahía lacustre del interior de los Estados Unidos, un entrante del lago Superior, localizada en los condados Ashland y de Bayfield, en el extremo norte de Wisconsin. Se encuentra en gran medida dentro de la barrera de la península de Chequamegon Point y Long Island, con la reserva india de Bad River, al este. La ciudad de Ashland (8216 hab. en 2010) está en el sur, y Washburn (2117 hab. en 2010) en el norte. Tiene unos 19 km de longitud (NE-SW) y entre 3-10 km de ancho, Los 3440 km² del Chequamegon National Forest se encuentran en gran medida al sur y oeste. 
El nombre viene del nombre en idioma ojibwa zhaagawaamikong, que significa «banco de arena; lugar en el banco de arena».
El faro de Ashland Harbor Breakwater, también conocido como Ashland Breakwater Lighthouse (el faro del rompeolas Ashland), es un faro operativo situado en la bahía.

## Historia
En la ribera de la bahía, en la mitad del siglo XVII, se estableció un poblado conocido como Chequamegon, fundado por refugiados de las tribus nativas petun huron y ottawa, que huían de las guerras del de castor y de las invasiones iroqueses en el Este después de 1649. Posteriormente, los ojibwe llegaron a la bahía para comerciar, pero no estaban entre los colonos originales, de acuerdo con las evidencias arqueológicas.
El fondo de la bahía Chequamegon es conocido por haber sido el lugar de la primera vivienda ocupada por el hombre blanco en lo que ahora Wisconsin. Dos comerciantes franceses, Médard des Groseilliers y Pierre-Esprit Radisson, construyen una cabaña en algún lugar de la costa oeste de la bahía, probablemente en 1658. Otros comerciantes habitaron en esta bahía en 1660-1663 y fueron visitados en la primavera de 1661 por el padre René Menard, el primer misionero en el territorio del Noroeste. En 1665 el padre Claude Allouez construyó una casa-misión cerca del extremo suroeste de la bahía. Su sucesor, el padre Jacques Marquette, llegó allí en 1669 y permaneció durante dos años. En 1693, la isla mayor (ahora conocida como la isla Madeline), en la desembocadura de la bahía, fue ocupado por una fortaleza construida por Pierre LeSueur. Esta fue abandonada antes del final del siglo
En 1718, se construyó un fuerte francés en la isla donde Louis Denis de la Ronde tuvo un centro para el comercio de pieles y la exploración de minas de cobre. El puesto fue llamado La Pointe y en él se mantuvo hasta 1759 una guarnición francesa, durante la Guerra de los Siete Años (también conocida como la Guerra Francesa e India). El primer comerciante inglés que alcanzó este distante puesto fue Alexander Henry el anciano, cuyo socio francés, Jean Baptiste Cadotte, fundó un puesto comercial permanente en este lugar.
En 1818 dos comerciantes de Massachusetts, los hermanos Lyman y Truman Warren, llegaron a la bahía. Se casaron con las hijas de Michel Cadotte, uno de los hijos de Jean Baptiste, que también era un comerciante de pieles. Les legó sus intereses y los hermanos Warren se convirtieron en los principales comerciantes de piel de la región. Truman Warren murió pronto pero Lyman mantuvo abierta su casa en La Pointe, hasta su muerte en 1847.
Una localidad de voyageurs y comerciantes de pieles jubilados creció aquí a inicios del siglo XIX. La compañía de pieles estadounidense de John Jacob Astor, la American Fur Company , tuvo un puesto aquí durante muchos años. La primera misión protestante se inició aquí en 1831.